# Deratizacija
Deratizacija je skup mjera i postupaka koji se provode u svrhu smanjenja populacije štetnih glodavaca: štakora, miševa i mišolikih glodavaca. 
Deratizaciju smiju provoditi jedino specijalizirane tvrtke za sanitarno inženjerstvo, koje su ovlaštene od Ministarstva zdravstva, a koje zapošljavaju stručnjake za sanitarno inženjerstvo (diplomirane sanitarne inženjere i sanitarne tehničare)
Suzbijanje i smanjenje populacije štetnih glodavaca provodi se biološkim, mehaničkim ili kemijskim mjerama.
Štete koje nanose mogu se podijeliti na:
- zdravstvene - predstavljaju prirodne rezervoare ili prijenosnike raznih zaraznih bolesti koje mogu prenijeti na čovjeka i domaće životinje; mogućnost prijenosa bolesti je velika i stalna, jer se uvijek nalaze u blizini ljudi ili životinja.
- ekonomske -  konzumiraju, oštećuju i onečišćuju velike količine hrane i druge robe.

Zbog svoje velike rasprostranjenosti, plodnosti i inteligencije, mišoliki glodavci mogu predstavljaju veliku opasnost po čovjeka i njegovu okolinu.